# Serra d'en Canaleta
La Serra d'en Canaleta és una serra entre els municipis d'Arbúcies i de Santa Coloma de Farners a la comarca de la Selva, amb una elevació màxima de 699 metres.